# Porvoo
Porvoo (Sueco: Borgå; Borg-å, 'rio do castelo') é uma cidade bilingue de 46.985 habitantes (2005) situada na costa do sul da Finlândia, na Finlândia Meridional. Os 64% da população de Porvoo são falantes de finlandês e os 33% falantes de sueco, enquanto 2% tem outro idioma nativo.
Porvoo é a segunda cidade mais antiga da Finlândia depois de Turku.
Cidade onde residiu até sua morte o poeta nacional finlandês Johan Ludvig Runeberg
Vizinho:Askola, Loviisa, Myrskylä, Pornainen, Sipoo.

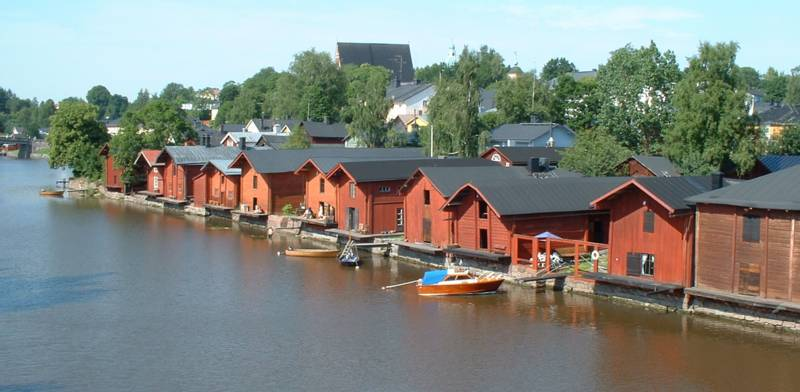
Edificios de madera de Porvoo, Finlândia.

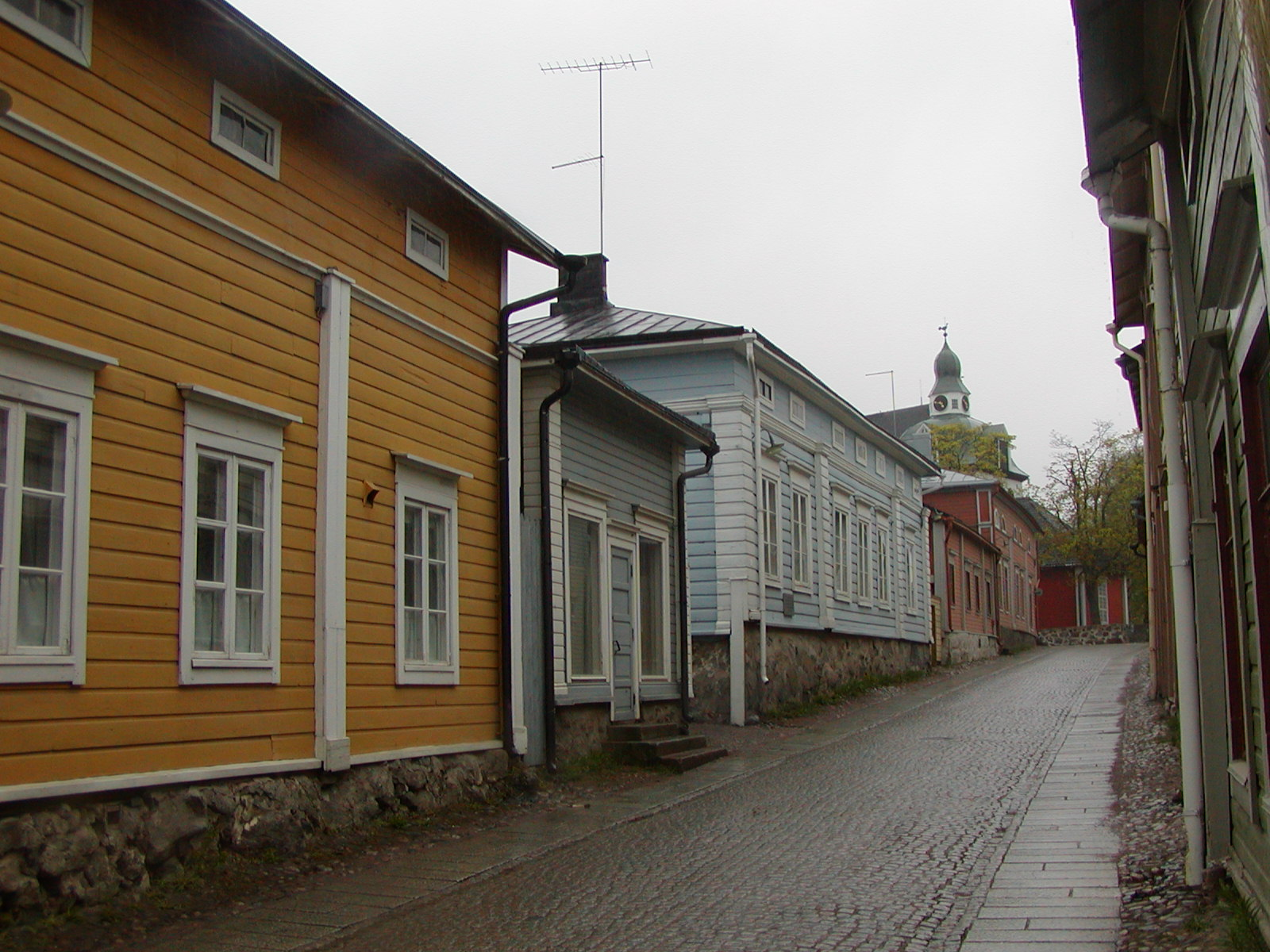
Semana anterior ao incêndio do 29/05/2006